# Neoplocaederus luristanicus
Neoplocaederus luristanicus es una especie de escarabajo longicornio del género Neoplocaederus, tribu Cerambycini, subfamilia Cerambycinae. Fue descrita científicamente por Holzschuh en 1977.

## Descripción
Mide 27-31 milímetros de longitud.

## Distribución
Se distribuye por Irán.